# 木屋町停留場
木屋町停留場（日语：／ Kiyachō teiryūjō */?）是位於日本愛媛縣松山市的路面電車車站，隸屬於伊予鐵道（伊予鐵），車站編號為10。本站是松山市路面電車中最北端的電車站。
本站是環狀線內最早開設的車站之一，1895年隨道後鐵道開線而設站。此站現時也是其中一個定點班次電車交換站，由於剛好位於整段環狀線的中心位置，所以不論實行10分鐘或是20分鐘的定點班次，大部份電車都在此進行交換；另外，當遇上特別安排或臨時改道（如每年1度的愛媛馬拉松），本站也會成為臨時區間總站。

## 所屬路線
- 伊予鐵道

松山市內線（城北線）
■1號線（環狀線下行—順時針方向）
■2號線（環狀線上行—逆時針方向）

## 車站結構
本站設有相對式側式月台2個，有效長度達3輛，車站前後亦有額外的雙線部份。下行路軌為主軌道，上行路軌為側線軌道，是因應1951年把班次提昇到10分鐘一班時所加設的月台及路軌。車站位處十字路口旁邊，出入口設於末端向本町六丁目站方向，為無障礙斜道。各月台中央約1節長度設有上蓋及候車座椅，該部份也成為大部份電車停靠的位置。

### 月台配置
| 月台 | 路線        | 目的地               |
| ---- | ----------- | -------------------- |
| 1    | ■1號線 環狀 | 上一萬、大街道方向   |
| 2    | ■2號線 環狀 | 古町、JR松山站前方向 |

## 歷史
- 1895年8月22日：道後鐵道車站開業[1]。
- 1951年6月：加設交換設施。

## 相鄰停留場
伊予鐵道
城北線
本町六丁目（09）－木屋町（10）－高砂町（11）